# Lawrence Welk and His Champagne Music Introduces the Girl Friends
Lawrence Welk and His Champagne Music Introduces the Girl Friends è un album del caporchestra statunitense Lawrence Welk (a nome Lawrence Welk and His Champagne Music), pubblicato nel dicembre del 1955.

## Tracce

### LP (1955, Coral Records, CRL 57023)
Lato A (MG 4298)
1. The Girl Friend – 2:15 (testo: Lorenz Hart – musica: Richard Rodgers)
2. Annabelle – 2:34 (testo: Mitchell Parish – musica: Wayne King, Burke Bivens)
3. Mary Lou – 2:22 (musica: Abe Lyman, J.R. Robinson, George Waggner,)
4. Josephine – 2:37 (testo: Gus Kahn – musica: Wayne King, Burke Bivens)
5. Emaline – 2:27 (testo: Mitchell Parish – musica: Frank Perkins)
6. Dolores – 2:46 (testo: Frank Loesser – musica: Louis Alter)

Durata totale: 15:01
Lato B (MG 4299)
1. Irene – 2:08 (testo: Joseph McCarthy – musica: Harry Tierney)
2. Sweet Eloise – 2:27 (testo: Mack David – musica: Russ Morgan)
3. Louise – 2:27 (testo: Leo Robin – musica: Richard A. Whiting)
4. Marie – 2:02 (Irving Berlin)
5. Margie – 2:08 (testo: Benny Davis – musica: Con Conrad, J. Russel Robinson)
6. Sweet Sue, Just You – 2:14 (testo: Will J. Harris – musica: Victor Young)

Durata totale: 13:26

## Musicisti
- Lawrence Welk – direttore d'orchestra
- Componenti orchestra non accreditati

### Produzione
- Tony Guyther – foto copertina album originale[2]